# インディアナ時間
|  | 冬時間               | 夏時間 (DST)         |
|  | -------------------- | -------------------- |
|  | UTC-6 （中部標準時） | UTC-5 （中部夏時間） |
|  | UTC-5 （東部標準時） | UTC-4 （東部夏時間） |

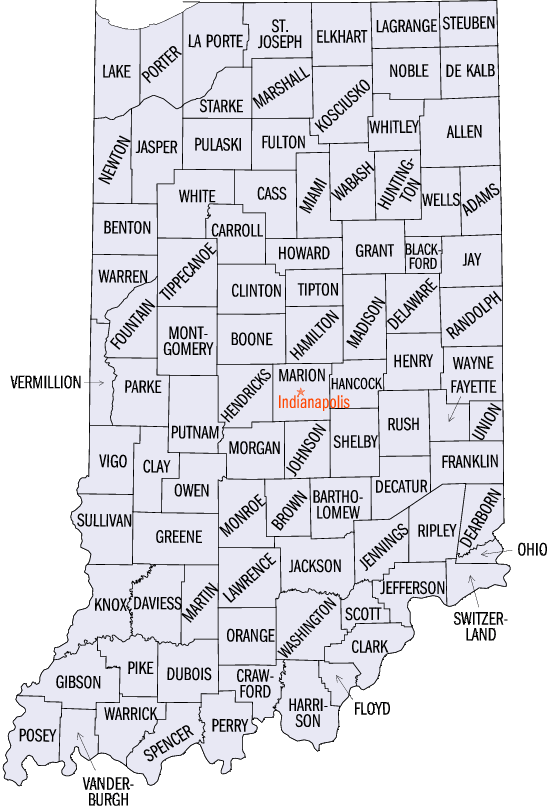
インディアナ州の郡

インディアナ時間（インディアナじかん）ではインディアナ州で使用されている時間帯について記す。
インディアナ州は東部時間と中部時間に分かれている。2つの時間帯の境界は当初インディアナ州とオハイオ州との境界線上に位置していたが、のちにインディアナ州を東西に分割し、最終的には大部分がインディアナ州とイリノイ州との境界線に沿う現在の位置へ、徐々に西へと移動してきた。
2006年4月に南西部と北西部の8郡が中部時間に復帰したが、2007年11月には2郡以外の6郡が東部時間に戻っている。
インディアナ州は東部時間の西端に位置しているため、夏時間の採用には長らく住民から反対の声があがっていた。2005年、インディアナ州議会は2006年4月から州全土で夏時間を実施することを決定した。

## タイムゾーンの区分
インディアナ州は92郡のうち80郡では東部時間を、残る12郡では中部時間を使用している。そのうち6郡は州北西部（イリノイ州シカゴ近郊）に、もう6郡は州南西部（エバンズビル近郊）にそれぞれ位置している。
中部時間使用12郡の内訳は以下の通り。
- 北西部（シカゴ＝ゲーリー都市圏）
  - ジャスパー郡
  - レイク郡
  - ラポート郡
  - ニュートン郡
  - ポーター郡
  - スターク郡
- 南西部（エバンズビル都市圏）
  - ギブソン郡
  - ペリー郡
  - ポージー郡
  - スペンサー郡
  - バンダーバーグ郡
  - ウォリック郡

2006年4月2日から、インディアナ州全土で夏時間が実施されている。

## タイムゾーン
インディアナ州のタイムゾーンの歴史に関する最も広範な研究は、トーマスG.シャンクス（Thomas G. Shanks）による『The American Atlas』（1978年）で発表されており、シャンクスはそれぞれ異なるタイムゾーンの歴史を持つ州内の345の地域を特定している。
tz databaseはインディアナ州の11のタイムゾーンをリストアップしており、各地域は1970年のUNIXエポックタイム以降、協定世界時との差が常に同じである地理的な地域として定義されている。

### 歴史

#### 初期の歴史

1918–1961
1918年の標準時法により、インディアナ州は中部標準時に属した。しかし、いくつかのコミュニティでは東部標準時を使用し、またいくつかのコミュニティでは夏時間が採用された。

米国では1883年以前、ほとんどの町や都市では、太陽が空で最も高い位置にある正午に独自のローカルタイムを設定していた。西に向かう経度ごとに太陽が4分ごとに「正午」になるので、町ごとに時間が異なっていたのである。インディアナ州では、現地の平均時間は東部のGMT-5:39から西部のGMT-5:52までの幅があった。鉄道の登場により数百マイルをはるかに短い時間で移動できるようになり、列車の乗客はたとえ短い移動の間でもいくつかのわずかな時間の変化を経験することになった。米国の主要鉄道会社は1883年までに時計を調整し、西経75度、90度、105度、120度に基づいた4つの「タイムゾーン」を全米（当時は38州）に設定し、「標準時」での運行を開始することに合意した。1883年11月18日、GMTは主要都市に電信され、各都市がそれぞれの時間を適切なゾーンに調整することになった。州都インディアナポリスはおおよそ西経86度に位置し、東部標準時の基準となる西経75度よりも、中部標準時の基準となる西経90度に近い。
標準時法が1918年に米国議会で初めて採用された時、インディアナ州は全域が中部時間に属していた。東部時間と中部時間の境界はこの時、ペンシルベニア・オハイオ州境からインディアナ・オハイオ州境へと移った。当初の標準時法に含まれていた夏時間（すなわち日光節約時間）は翌1920年に廃止されたものの、いくつかのコミュニティは引き続き使用した。第二次世界大戦の間、エネルギー節約のために夏時間の採用が義務付けられたが、終戦後に再び解除された。
1949年、農村部と都市部との議論の中でインディアナ州議会は、インディアナ州全土を中部標準時とし、夏時間を廃止する法律を可決した。しかしこの法律には執行力がなく、東部時間を使いたいコミュニティからはほとんど無視されていた。インディアナ州議会は1957年にも中部標準時を州の公式なタイムゾーンとする法律を可決したが、夏季にいずれの地域でも夏時間に切り替えることを許可した。しかし、冬季の日光節約時間（すなわち夏時間）の使用は違法とされた。ハロルド・ハンドリー州知事は冬季に夏時間を使用するコミュニティに対して州からの援助を撤回することで法律を施行することを誓ったが、法的な障害によって彼は知事の立場から退くことを余儀なくされた。再び法律は施行されず、それぞれのコミュニティは自分たちが望むタイムゾーンを使用し続けた。

#### 1960年代
1961年、インディアナ州議会は中部標準時を州の公式タイムゾーンとする1957年の法律を廃止し、どのコミュニティでも夏時間を使用することが可能となった。州際通商委員会はインディアナ州を中部時間と東部時間とに分割したが、その境界線も夏時間も一律に使用されることはなかった。米国議会は後に夏時間が米国で適用された場所と時間を指定するために1966年統一時間法を可決し、米国運輸省に権限が移された。この法律以前は各州はこの点を各自で決めることが許されていたが、州が2つのタイムゾーンに分割されることは不便であったため、ロジャー・ブラニギン州知事は翌年、インディアナ州全体を中部時間に戻すように米国運輸省に請願した。
それから2年間、米国運輸省はブラニギン知事の請願を受けて何度か公聴会を実施した。州北西部と南西部の住民は夏時間を採用した中部時間を支持したが、その他の地域の住民は夏時間を採用しない東部標準時を支持した。米国運輸省はインディアナ州を中部時間と東部時間とに分割することを選択した。シカゴ近郊の6郡（レイク郡、ポーター郡、ラポート郡、ジャスパー郡、ニュートン郡、スターク郡）とエバンズビル近郊の6郡（ポージー郡、バンダーバーグ郡、ウォリック郡、スペンサー郡、ギブソン郡、パイク郡）は夏時間ありの中部時間、残りの地域は東部標準時が適用され、州はその地域の一部で夏時間を免除する特別な許可が与えられた。東部標準時に置かれたほとんどの郡は夏時間を使用しなかったが、ケンタッキー州ルイビルに近いフロイド郡、クラーク郡、ハリソン郡やオハイオ州シンシナティに近いオハイオ郡、ディアボーン郡、スウィッツァランド郡では、夏時間を採用する主要都市に近いため、非公式に夏時間が使用されていた。
米国運輸省がタイムゾーンの境界をどこに引くかを検討している間に、いくつかの放送会社が1968年にインディアナ州の夏時間の執行を米国運輸省に強制させるための連邦訴訟を起こし勝訴した。その結果米国運輸省は、インディアナ州の住民に統一時間法が施行されないと通知することをやめ、施行のための計画を規定することを命じられた。
1972年、インディアナ州議会はエドガー・ウィットコム州知事からの拒否権を覆して、州北西部と南西部を夏時間ありの中部時間とし、連邦政府の承認を得て残りの地域を東部標準時とすることを決定した。議会は1966年統一時間法の修正を承認し、2つのタイムゾーンにまたがる州の一部の夏時間を免除することを許可し、ニクソン大統領はこれに署名した。インディアナ州は北西部と南西部を正式に中部時間とし夏時間を採用、その他の地域を通年で東部標準時とする法律を制定した。東部のいくつかの郡（シンシナティ近郊の3郡とルイビル近郊の3郡）はこの法律にもかかわらず、非公式に夏時間を使用していた。

#### 郡の請願
パイク郡は1977年に中部時間から東部時間への移行を米国運輸省に請願し承認された。4年後、スターク郡も中部時間から東部時間への移行を米国運輸省に請願したが、移行の正当な理由が無いとして拒否された。しかし1985年インディアナ州議会は上院決議によって、南西部の5郡（ポージー郡、バンダーバーグ郡、ウォリック郡、スペンサー郡、ギブソン郡）を中部時間から東部時間へ移行させるよう米国運輸省に要請した。省は移行が商取引の利便性に寄与しないと判断しこれを拒否した。1986年から1987年までにジャスパー郡は、4年ぶりに2回目となるタイムゾーン変更要求をしていたスターク郡とともに、1987年から1989年にかけて中部時間から東部時間への移行を米国運輸省に請願した。省は両郡の請願を拒否した。
1990年代には、インディアナ州の複雑なタイムゾーン形態が州の経済成長の妨げになっていると考えられるように意識が変わり始めていた。「インディアナ州は今何時なのか？」と人々が疑問を持ち、州間の移動や商業が難しくなっていた。1991年、スターク郡は三たび中部時間から東部時間への移行を米国運輸省に請願した。この時の請願は認められ、1991年10月27日に有効となった。
2005年4月29日、ミッチ・ダニエルズ州知事（当時）の経済開発計画の強力な後押しもあり、長年の論争の末インディアナ州議会は、2006年4月2日からインディアナ州がその全土で夏時間が適用される48番目の州となることを明記した法律を可決した。この法案には上院法案第127号も添付されており、ダニエルズ知事はインディアナ州がニューヨーク市やオハイオ州と同じ東部時間を維持するか、シカゴと同じ中部時間に州全土が移行するかについての公聴会を米国運輸省に要求していた。

#### 2006年
米国運輸省による見直しの結果、2006年4月2日より、8つの郡が東部時間から中部時間へ移行された。内訳は北西部スターク郡とプラスキ郡、南西部デイビーズ郡、デュボイス郡、ノックス郡、マーティン郡、ペリー郡、それにパイク郡である。
マーティン郡を中部時間へ移しながら、隣接するグリーン郡とローレンス郡を東部時間に据え置いたことは、この3郡にまたがるアメリカ海軍地上戦センター・クレーン部にとって特に問題となった。タイムゾーンの境界線が基地内を通っていたため、クレーン部は再編成されたタイムゾーンに完全に対応することができなかった。マーティン郡に属する部分がグリーン郡とローレンス郡を合わせた部分よりも大きかったため、基地は中部時間とみなすことを選択した。この決定は、クレーン部がマーティン郡最大の雇用主であるにもかかわらず、基地の職員の3分の2がグリーン郡、ローレンス郡、モンロー郡やその他の東部時間の地域に住んでいるというより大きな問題を引き起こした。これは、クレーン部の職員の大多数が、住んでいる地域と別のタイムゾーンで働くことを意味した。さらに、クレーン部の西門に建設されていたビジネスパークも2つのタイムゾーンにまたがることになった。この不便な取り決めのため、1年後、マーティン郡は東部時間への復帰を正式に請願した。
マーティン郡の置かれた状況とは別に、プラスキ郡もまた正式に東部時間への復帰を請願した。プラスキ郡政委員会と郡議会は2006年2月6日、タイムゾーンの変更を求める訴えを連邦機関が認めなかった場合、自治権を宣言して東部時間に留まることを全会一致で決議した。しかし郡は譲歩し、2006年3月27日に中部時間を正式に受け入れ、2006年4月2日にタイムゾーンの切り替えを行った。一部の住民が東部時間を非公式に使い続けることを約束した後、郡はほとんどの郡職員の勤務時間を東部時間のものと同期するように変更した。デュボイス郡、デイビーズ、ノックス郡、パイク郡も連邦政府に東部時間への復帰を請願することを決定し、デュボイス郡は2006年4月27日に請願を行った。これらの郡の時間帯をめぐる混乱は「シーソー・シックス（seesaw six）」と呼ばれた。セントジョセフ郡、マーシャル郡、フルトン郡も2006年末の段階で中部時間への変更に関心を示していた。

#### 2007年
プラスキ郡は、2007年の夏時間が始まった3月11日に東部時間に戻った。11月3日に夏時間が終わると、南西部の5郡（デイビーズ郡、デュボイス郡、ノックス郡、マーティン郡、パイク郡）も東部時間に戻ったが、ペリー郡からの東部時間への移行の請願は拒否された。2006年に中部時間に移された郡のうち、ペリー郡とスターク郡を除くすべての郡が2007年に東部時間に戻ったことになる。

### 議論
何十年にもわたるインディアナ州のタイムゾーンに関する議論は、今もなお論争を呼んでいる。州全土が中部時間へ移るべきだとする意見もあれば、夏時間の非採用に戻ることを望む声もある。
大規模な農地を持つ農家の多くは夏時間に反対している。その理由は、彼らの仕事が時計ではなく太陽によってコントロールされるため、労働力を親に夕食までには帰るように言われている若者に頼っていることも多く、また例えば午後9時から9時30分にまだ太陽が出ている場合、多くの人は既に仕事を終えているが、農家はまだ畑にいるため、日暮れが遅くなると農家は遅い時間に行われるレクリエーション活動に参加できないからである。
州全土を1つのタイムゾーンに統一することに反対する人々は、州外の時間帯が異なる都市に勤務していることをその理由として挙げることがある。例えば州北西部の郡はシカゴ都市圏の一部で、多くの住民は中部時間帯であるシカゴに通勤している。南東の隅に位置する郡はオハイオ州シンシナティやケンタッキー州ルイビルの近郊にあたり、いずれも東部時間を使用している。また州南西部のエバンズビルは、いずれも中部時間であるイリノイ州南部とケンタッキー州西部とを含む3州都市圏の中心地としての役割を果たしている。
夏時間の支持者は、「インディアナ州は地域の州間ビジネスを保つために、米国東部のタイムゾーン形態を採用すべきである」としばしば主張する。タイムゾーンのクセが日常的に把握するにはあまりに紛らわしいために、インディアナ州の企業が州外の同職者との実りある時間を失っていると考える人もいる。テレビドラマ『ザ・ホワイトハウス』の2002年に放送された1エピソードでは、夏時間の無いインディアナ時間に馴染みのない大統領補佐官が、ワシントンD.C.へと帰るエアフォースワンに乗り遅れ、州の時間の相違に困惑を示す一幕が描かれた。
夏時間を批判する人々は、「インディアナ州の夏時間導入が与えた影響を評価する科学的研究により、同州の家庭でエネルギー消費量と電気代の支出が大幅に増加していることが確認された」と主張している。カリフォルニア大学サンタバーバラ校教授のマシュー・コッチェン（Matthew Kotchen）とローラ・グラント（Laura Grant）によれば、インディアナ州の家庭は以前より860万ドル多く電気代を支払っているという。一方で米国運輸省やカリフォルニア州エネルギー委員会のような公的な組織は、「夏時間が施行されると、米国は約1パーセントのエネルギーを節約できる」と主張している。
この問題のもう一つの欠点は、東部時間の地域が地理的に不自然に配置されていることである。東部時間を使用しているインディアナ州西部の地域（サウスベンド、ラファイエットからテレホート、ビンセンズまで）では、夏至の頃には午後9時20分を過ぎても太陽は沈まず、午後2時近くになっても太陽は正中しない。本来の標準時を使用する冬の間、西部地域のスクールバス関係者は、毎朝子どもたちを迎えに行く際に太陽光が差す貴重な時間を失っている。インディアナ州の東部時間の地域にある多くの学校では、主に道路の除氷の際、使用する除氷剤の成分が働くために太陽光を必要であるために、2時間以上の遅れが多く発生することもまた重要な点である。場所によっては日の出の時間が午前8時20分と遅く、道路を解かすには日照時間が不十分なため、スクールバスが時間通りに運行することができない。同地域が地理的に自然な中部時間に置かれていれば、日の出の時間が午前7時20分となるため、太陽が昇るのが1時間早くなり、除氷時間を1時間多く確保できるという主張もある。

## tz database

tz databaseで定義されたゾーンごとに塗り分けられた図

IANAのtz databaseには、インディアナ州の標準時は下記のように含まれている。
|  | c.c. | 座標            | タイムゾーン                 | コメント                                                                | 標準時 | 夏時間 | インディアナ州内の位置と郡 | 備考                         |
|  | ---- | --------------- | ---------------------------- | ----------------------------------------------------------------------- | ------ | ------ | --- | ---------------------------- |
|  | US   | +394606−0860929 | America/Indiana/Indianapolis | 東部時間 - インディアナ（ほとんどの地域）                               | −05:00 | −04:00 | リストに無いすべての郡 |                              |
|  | US   | +410305−0863611 | America/Indiana/Winamac      | 東部時間 - インディアナ（プラスキ）                                     | −05:00 | −04:00 | 北西部：プラスキ郡 |                              |
|  | US   | +382931−0871643 | America/Indiana/Petersburg   | 東部時間 - インディアナ（パイク）                                       | −05:00 | −04:00 | 南西部：パイク郡 |                              |
|  | US   | +384038−0873143 | America/Indiana/Vincennes    | 東部時間 - インディアナ（デイビーズ、デュボイス、ノックス、マーティン） | −05:00 | −04:00 | 南西部：デイビーズ郡、デュボイス郡、ノックス郡、マーティン郡 |                              |
|  | US   | +382232−0862041 | America/Indiana/Marengo      | 東部時間 - インディアナ（クロウフォード）                               | −05:00 | −04:00 | 南西部：クロウフォード郡 |                              |
|  | US   | +381515−0854534 | America/Kentucky/Louisville  | 東部時間 - ケンタッキー（ルイビル地域）                                 | −05:00 | −04:00 | 南東部：クラーク郡、フロイド郡、ハリソン郡 | ゾーンの一部がインディアナ州 |
|  | US   | +384452−0850402 | America/Indiana/Vevay        | 東部時間 - インディアナ（スウィッツァランド）                           | −05:00 | −04:00 | 南東部：スウィッツァランド郡 |                              |
|  | US   | +404251−0740023 | America/New_York             | 東部時間（ほとんどの地域）                                              | −05:00 | −04:00 | 南東部：ディアボーン郡、オハイオ郡 | ゾーンの一部がインディアナ州 |
|  | US   | +415100−0873900 | America/Chicago              | 中部時間（ほとんどの地域）                                              | −06:00 | −05:00 | 北西部、シカゴ近郊：ジャスパー郡、レイク郡、ラポート郡、ニュートン郡、ポーター郡 南西部、エバンズビル近郊：ギブソン郡、ポージー郡、スペンサー郡、バンダーバーグ郡、ウォリック郡 | ゾーンの一部がインディアナ州 |
|  | US   | +411745−0863730 | America/Indiana/Knox         | 中部時間 - インディアナ（スターク）                                     | −06:00 | −05:00 | 北西部：スターク郡 |                              |
|  | US   | +375711−0864541 | America/Indiana/Tell_City    | 中部時間 - インディアナ（ペリー）                                       | −06:00 | −05:00 | 南西部：ペリー郡 |                              |